# 周鼎瀚
周鼎瀚（?—?），字浩若，明朝江西承宣布政使司安福人。
荫官任南京刑部主事，其家中藏书数万卷，多有秘本。南京六部无事，周鼎瀚在秦淮河开水阁，其中藏书，四方人士前来借读就读。崇祯帝的死讯传到南京后，周鼎瀚大哭投秦淮河，被人救上来。南京陷落，周鼎瀚归乡。永历帝即位，周鼎瀚入见，改为翰林院侍讲。与刘湘客关系较差，于是依附宦官王坤。通过马吉翔与刘承胤，授侍读学士，进少詹事。当时内阁缺员，马吉翔推荐周鼎瀚为文渊阁大学士。周鼎瀚尽失众望，为内外轻视。周鼎瀚不安，请出外联络江、楚，于是带兵部侍郎衔出镇。自称“视师阁部”，被何腾蛟厌恶。在郴州、桂州，号召义兵，被瞿式耜弹劾。周鼎瀚不得志，监督盖遇时的军队。被盖遇时杀害。